# NGC 6393
NGC 6393 (również PGC 60405) – galaktyka spiralna (S?), znajdująca się w gwiazdozbiorze Smoka.
Została odkryta 7 lipca 1885 roku przez Lewisa A. Swifta. Część źródeł jako NGC 6393 uznaje galaktykę PGC 60410, zwykle identyfikowaną jako NGC 6394. Ta niepewność w identyfikacji wynika z niedokładności pozycji oraz opisu Swifta, w którym stwierdza on, że dwa zaobserwowane przez niego tej nocy obiekty (skatalogowane później przez Dreyera jako NGC 6393 i NGC 6394) były podobnej jasności. Tymczasem galaktyka PGC 60405, leżąca bardziej na południe, jest znacznie słabiej widoczna niż PGC 60410 i wcale nie ma pewności, czy Swift był w stanie ją zaobserwować za pomocą swojego teleskopu, tym bardziej, że podczas kolejnego przeglądu tego obszaru nieba w 1890 roku dostrzegł już tylko jeden obiekt. W pobliżu nie ma jednak innych galaktyk, które pasowałyby do opisu Swifta.